# IV. dinasztia
Az IV. dinasztia az ókori Egyiptom egyik dinasztiája. Az i. e. 27. század végétől az i. e. 25. század elejéig, nagyjából 120 éven át irányította az országot.

## Datálása és történeti időbeli határai
A IV. dinasztiát Sextus Iulius Africanus a Σώρις (Szórisz) névvel kezdte. A név azonosítása bizonytalan, de a jelenleg általánosan elfogadott vélekedés szerint Sznofru lehet. Ez az elhatárolás azért furcsa, mert Sznofru apja, Huni így még a III. dinasztiába tartozik, feltéve hogy Huni egyáltalán azonos valamelyik görög névvel. Így bár Huni az uralkodócsalád első ismert tagja, mégis Sznofrut tekintjük a dinasztia első uralkodójának.
Sznofru trónra lépése tág hibahatárokkal az i. e. 27. század legvégére esett, míg a dinasztia utolsó uralkodója, Sepszeszkaf nagyjából az i. e. 25. század legelején halt meg. Ezt a bő évszázadot Manethón épp úgy nyolc uralkodónévvel töltötte fel, mint a III. dinasztiáét. A kor összességében homályos, csak hat személyről tudjuk bizonyosan, hogy ténylegesen uralkodott, de Hufu sok gyermeke közül esetleg még többen is hatalomra jutottak.
A dinasztia végét Sepszeszkaf halála jelzi. Sepszeszkaffal nem halt ki a család férfiága, hiszen két fiáról is tudunk. Teljesen bizonytalan, hogy miért nem valamelyik fia, hanem Junu Ré-főpapja, Uszerkaf követte a trónon. Azonban amennyiben Noferirkaré valóban Uszerkaf és Hentkauesz fia, úgy az V. dinasztia nőági leszármazottja a negyediknek.
Az alábbi táblázat a legvalószínűbb azonosításokat mutatja:
| nomen       | ur. idő           | Abüdosz     | Szakkara   | Torino        | Africanus       | szám | Euszebiosz | Szünkellosz           | szám |
| ----------- | ----------------- | ----------- | ---------- | ------------- | --------------- | ---- | ---------- | --------------------- | ---- |
| Sznofru     | 24 év (2613–2589) | Sznofru     | Sznofru    | Szenofer[...] | Σώρις 28 év     | 1.   | ∅          | Σίριος 18 év          | 11.  |
| Hufu        | 23 év (2589–2566) | Hufu        | Hufu       | [...]?        | Σούφις α 63 év  | 2.   | Σούφις     | Σαωφις 29 év          | 15.  |
| Dzsedefré   | 8 év (2566–2558)  | Dzsedefré   | Dzsedefré  | [...]?        | Ρατοισής 25 év  | 5.   | ∅          | Ραύωσις 13 év         | 13.  |
| Hafré       | 26 év (2558–2532) | Hafré       | Hafré      | [...]ha[...]? | Σούφις β 66 év  | 3.   | ∅          | Σαῶφις β 27 év        | 16.  |
| Dzsedefhór  | ?                 | ∅           | ∅          | ∅             | ∅               | ∅    | ∅          | ∅                     |      |
| Baka        | ?                 | ∅           | ∅          | ∅             | Βιχέρης 22 év   | 6.   | ∅          | Βιυρης 10 év          | 14.  |
| Baufré      | ?                 | ∅           | ∅          | ∅             | ∅               | ∅    | ∅          | ∅                     |      |
| Menkauré    | 29 év (2532–2503) | Menkauré    | [...]kauré | [...]?        | Μενχέρης 63 év  | 4.   | ∅          | Μοσχερως 31 év        | 17.  |
| Sepszeszkaf | 5 év (2503–2498)  | Sepszeszkaf | ∅          | [...]         | Σεβερχέρης 7 év | 7.   | ∅          | ∅                     |      |
| Dzsedefptah | ?                 | ∅           | ∅          | [...]         | Θαμφθίς 9/48 év | 8.   | ∅          | ∅                     |      |
| ?           | ?                 | ?           | ?          | ?             | ?               | ?    | ?          | Χνοῦβος Γνεῦρός 22 év | 12.  |

## Jellemzői

### Külkapcsolatok
A IV. dinasztia alatt hosszú idő után ismét adatok vannak Egyiptom katonai és kereskedelmi expedícióiról. Egészen Núbiáig és a Sínai-félszigetig hatoltak az egyiptomiak és ekkor kereskedtek először Punttal. Sznofru az első, aki hatalmát a közvetlen folyamvölgyön kívüli területekre is kiterjesztette. A korábbi uralkodók expedíciói rablókalandok, védekező-,  megelőző hadjáratok, vagy kolonizáló kísérletek voltak. A Sínai-félsziget biztosan érdekszférájába tartozott, de lehet, hogy a Dél-Kánaán is. Délre is vezetett hadjáratokat, melyek eredményeit büszkén említi felirataiban. Núbiában Haszehem óta nem volt egyiptomi hadjárat, Sznofru a palermói kő adatai szerint hétezer foglyot ejtett és 200 000 lábasjószágot zsákmányolt. George Andrew Reisner i. e. 2680-ra tette a núbiai A csoport korának végét, de könnyen elképzelhető, hogy Sznofru hadjárata okozta ezt, s inkább 2600 körüli a megfelelő dátum. Az is elképzelhető azonban, hogy az A csoport eltűnése valóban megelőzte a hadjáratot: a núbiai népfogyatkozást okozó tényezők (új, vándorló népcsoport, szárazság, vagy bármi más) tette lehetővé az egyiptomi agressziót.
Hufu alatt már működött az egyik legfontosabb núbiai kolónia, Buhen. A buheni rézolvasztó mintegy kétszáz esztendőn át folyamatosan üzemelt. A kapcsolatok alapjában véve békésnek mondhatók maradtak, a IV. dinasztia sorra következő uralkodói egymás után küldték el kereskedelmi expedícióikat, melyeket legtöbbször Abu hercegei vezettek. Abu kormányzói a „Dél kapujának őre” sokatmondó címet viselték.
A hadsereg és annak vezetése gyakorlatilag semmiben sem különbözött a III. dinasztia haderejétől.

### Belpolitika

#### Vallás
A dinasztia elején sem papság, sem papok nem voltak Egyiptomban. A papi teendőket közhivatalnokok végezték a hivatalos kultuszhelyeken. A nem hivatalos, spontán szerveződő szent helyeken pedig mágusok, varázslók, egyéb csodatévők és vajákosok. Mindez nagyban elősegítette a szakrális királyság istenkirálysággá alakulását. A világtörténelemben még számos alkalommal megfigyelhető, hogy szakrális királyság csak ott alakul ki, ahol nincs, vagy gyenge a papság. Az istenkirályságra azonban ilyen formában máshol sehol nem találhatunk példát a földön. A IV. dinasztiáig a pap fogalom is ismeretlen, de egyáltalán nem biztos, hogy az a szó, amivel a pap fogalmat a későbbiekben jelölték, ugyanazt a funkciót jelentette a IV. dinasztiában is. A „valamely isten papja” kifejezés egyszerűen hivatalnoki feladatkörök meghatározására szolgálhatott. Sznofru halotti kápolnát és völgytemplomot építtetett saját maga emlékére, Hufu a kápolnát is templommá bővítette, melyek elmaradhatatlan részét képezték a további sírkomplexumoknak. Amíg Dzsószer kápolnáiban csak időnként tartottak áldozatokat, a IV. dinasztia halotti templomaiban mindennapossá lettek a halottkultusszal kapcsolatos gyakorlatok. A halotti templomok körzeteiben alakult ki a papság, melynek kizárólagos feladata a csillaggá, a Napbárka utasává (vagy Ozirisszé) vált halottnak szánt áldozatok bemutatása, s a többi kultikus cselekedet, melyeknek mibenléte bizonytalan (a halottkultusznak a bőséges szöveges leletek ellenére sem ismerjük minden aspektusát, főképp nem ezt a korai szakaszt, amikorról még nincsenek piramisszövegek. Vagyis kifejezetten az istenkirályok kultuszai tették nélkülözhetetlenné egy olyan rétegnek a megjelenését, amely már kizárólag csak ezzel foglalkozott főállásban. Talán a Halottak Könyve első változatai is ekkor készültek. E könyv célja az, hogy a halott lelkét segítse a túlvilágra jutásban, a másvilági bírák előtt és a lelket fenyegető mindenféle démoni rémségekkel szemben.
Sznofru új típusú uralkodói címet és nevet használt: „Nagy Isten”, „Az Igazság Ura” (Wernetjer Nebmaatré). Mint a rézbányák védnökét, még a Szinájon is tisztelték e földi istent. A III. dinasztia által bevezetett napkultusz igen fontos szerepet játszott nála, amire egyik közvetett bizonyíték az általa kezdeményezett, később hagyományossá váló síremlék forma, a sima, egyenes oldalú gúla, mely a napszimbolikával hozható kapcsolatba. A szent oszlop, a tekhen (obeliszk) régi jelkép. A Napot jelképező, monolit tetején a szent benben, egy gúla alakú rátét állt. A piramis Sznofru korától maga volt a benben, a Nap jelképe, sőt zárókőnek ráhelyezték a piramidiont, ami egy darabból faragott „minipiramis” volt, többnyire feliratokkal ellátva, tulajdonképpen azonos a benbennel. Piramidiont igen keveset ismerünk, legépebb közülük III. Amenemhaté. Ez idő tájt az Ineb-Hedzs városhoz közeli Junu, Ré napisten városa olyasféle szerepet játszhatott Egyiptom vallási életében, mint Mezopotámiában Nippur.
A dinasztia belpolitikájában gyököres változás tapasztalható a megelőző korhoz képest. A III. dinasztia uralkodói nem osztották meg a hatalmat, egy személyben irányítottak mindent, vagyis despotikus hatalmi rendszer volt. Az egyesített ország azonban területileg is nagy volt, lélekszáma egyre gyarapodott, így a közigazgatásba ekkor már bekapcsolódtak a királyi család tagjai, akik a legfontosabb tisztségeket töltötték be. Új hivatalnoki beosztások jelennek meg, amelyeket a királyi család tagjai töltenek be. Elsősorban említendő a vezír (tjati), akik közül az első ismert Sznofru fia Nofermaat, a következő pedig ennek fia Hemiunu. A példa talán a magánbirtokok intézője, a heka (ḥḳ3) volt („parancsoló”), aki hasonló jogkörökkel és kötelességekkel rendelkezett az előkelők uradalmaiban. A heka több ismert esetben a föld tulajdonosának (használójának) közeli rokona (öccse vagy unokaöccse). A III. dinasztia alatt a papi címek egyfajta tiszteleti rangot jelentettek, de nem jártak semmilyen funkcióval, ez időben egy-egy isten papjai az istenek védnöksége alatt álló tisztviselői szerepkört kaptak. Maat első ismert papjai a vezírek, ebből lehet arra következtetni, hogy az igazságszolgáltatást is felügyelték. Az egyes isteneknek nem voltak templomaik, csak a halott uralkodóknak, az istenek papjai közhivataluk ellátása miatt kapták papi címeiket. Az állami raktárak és közmunkák felügyelete, valamint az adóbehajtás is a vezír reszortja lett. A IV. dinasztia elején a vezírek birtokolták az I–II. dinasztia alatti legnagyobb méltóságot, az alsó-egyiptomi király pecsétőrének címét, valószínűleg azért, hogy e cím korábbi birtokosainak leszármazottait kiszorítsák a hatalomból. Ez éppen annak a folyamatnak a része, melyben a régi közigazgatás többi elemeit is eltávolították a valódi kormányzatból. A cím jóval később is megtalálható, de csak mint valami tiszteletbeli rang, melynek jó hangzása, és nem utolsósorban nagy anyagi javadalmai voltak, de valódi funkciója nem.
A IV. dinasztia kora a kis mértékű hatalom-dekoncentráció ellenére a királyi tekintély fénykora. Sepszeszkaf halála után Egyiptomban a még hátralévő, több mint két évezredes független léte folyamán sosem érte el ezt a szintet újra sem a király személyes hatalma és vagyona, sem a királyistenítés. A királyi tekintélyt minden tekintetben gyengítette a papság. A IV. dinasztia idején még nem létezett semmiféle papság, bár kialakulása felé megtették az első lépéseket, hiszen az első vezír „Maat papja” címe előtt még a „pap” szó is ismeretlen. Gyakorlati jelentősége e korban még nincs, mert e cím nem papi funkciókat takart, de elvileg azt jelentette, az uralkodó már nem kizárólagos közvetítő a föld és ég között. Sepszeszkaf alatt csak tetőződött az a folyamat, amely Sznofru alatt indult meg. A IV. dinasztia utolsó uralkodója már semmiképp sem állíthatta volna meg a papság kialakulásának folyamatát. A királyi család más közhivatalt viselő tagjai is egyre több papi címet kaptak. A papi címek nem kultikus feladatkört takartak, hanem csak az egy-egy istenség védnöksége alatt álló fogalmakhoz való kapcsolatot. Maat papja esetében például az „Igazság és Rend Védnöke” funkciót, vagyis a legfőbb bíróságok hat „nagy udvara” felügyeletét. Ugyanez elmondható az első két vezír többi papi címéről is, melyek nagy számúak voltak, mint például Seszemtet papja, a Hápi és Hedzs bikák őrzője, vagy Thot testületének nagyja. A későbbiekben a papság – bár látszatra a királyság intézményének támasza – inkább kerékkötője lett az egyszemélyi uralomnak. Ennek csúcsa a XXI. dinasztia korában kialakult önálló teokratikus állam Théba városában. Már Menkauré is a szerveződő papság tekintélyét használta fel, hogy apja helyét elfoglalhassa a trónon. Erre közvetett bizonyíték Hérodotosz azon közlése, miszerint „megnyittatta a szent helyeket”.
Hufu alatt a bomlásnak még semmiféle látható jele nincsen. Ellenkezőleg, a vezír papi címe, melyet Hufu unokaöccse, Hemiunu birtokolt, hiába kezdte meg az istenkirályság ideológiai alapjainak bomlasztását, gazdaságilag ekkor ért be a teokratikus monarchia. A magántulajdon immár teljesen eltűnt, a földek művelői, a közhivatalnokok és főhivatalnokok mindannyian csak használói voltak az országnyi királyi birtoknak. Hufut már életében istenként tisztelték, később épp istentelenségéről beszéltek. Különös ellentmondás.	A paradoxon az V. dinasztia korára datálódik, amikor Ré kultusza vált az uralkodóházban leginkább támogatottá. Mivel Hufu idejében Ré meglehetősen háttérbe szorult – sőt még Ineb-Hedzs helyi istene, Ptah is -, és inkább Hnum felső-egyiptomi kosistent emlegették, az V. dinasztia idejében – Ré afféle állami istenné válásával párhuzamosan – kezdték Hufu istentelenségét emlegetni. Az ellenérzés végül akkora lett, hogy Hnum az egyiptomi történelem során soha többet nem tett szert nagyobb jelentőségre, és az uralkodók rendkívül ritkán használták fel nevét saját nevükben. Annál is inkább, mert Hufu földi istensége bizonyos mértékig valamennyi istent háttérbe szorította. Ehhez kapcsolódik még, hogy Uszerkaf is igyekezett saját orvul szerzett hatalmának valamiféle ideológiai alapot gyártani. Ré egykori főpapjának kitűnő alkalmat jelentett Hufu Rétől való teljes elszakadása, illetve elfordulása. Pontosan ezért tette át újra Szakkarába a temetkezési helyét is, éppen Dzsószer sírja mellé, aki annak idején sokat tett a Ré-kultusz érdekében.
A papság szerveződése Sepszeszkaf alatt már előrehaladott állapotban volt, a nagyobb városokban a helyi főistennek (illetve triásznak, kilencségnek, isteni családnak, stb.) már volt papsága, és egyre népesebb hivatalnoksereg foglalkozott az elhunyt istenkirályok kultuszaival. A papok még ugyanolyan státusszal rendelkeztek, mint az ország összes többi lakosa, a közterheket éppúgy viselték, mint az egyszerű nép, az előkelők és gazdagok is, de foglalkozásuk immár az egyik legjövedelmezőbb állás lett. Egyre több hivatalnok választotta kizárólagos hivatásául a halott királyok emlékének szolgálatát, egyre kiterjedtebb szervezetet alkottak, és egyre több birtok jövedelmei szolgálták ellátásukat.

#### Közigazgatás
A közigazgatásban ekkortájt épülhetett ki a szepat-rendszer (szepat = „nomosz” = kerület). A III. dinasztia idején a vagyonszámbavételek, összeírások, begyűjtések felügyelői még nem egy-egy nagyobb terület, hanem szétszórt települések felett gyakorolták ellenőrzési jogukat, a IV. dinasztiában viszont már egy-egy gócban, amelyek a későbbi szepatok ősei.
A dinasztia vége felé a papi alapítványok kiváltságolása jelentette a IV. dinasztia rendszerének bomlását. Egyes áldozópapi birtokok adómentességet kaptak, valamint akár több települést is rendeltek az ellátásukra. Ez egyfelől a királykultuszok gyakorlását könnyítette meg, másfelől viszont az állam gazdasági alapjait feszegette. A gazdaság ugyanis a redisztribúció elvén állt, egyfajta főnökségi rendszer alakult ki. Elvben minden földbirtok a királyé volt, minden terményt állami raktárakban halmoztak fel, ahonnan a lakosság szükséglet szerint kapott ellátmányt, de innen látták el a közmunkásokat is, akik vagy gátakat építettek és tartottak karban, vagy éppen piramisokat építettek. A nagy piramisépítésekből látszik, hogy a rendszer hatékony volt. Az uralkodók sorra alapították a paraszti településeket minden olyan helyen, ahol lehetőség volt földművelésre, de még lakatlan volt. A királyi redisztribúcióból a dinasztia végére egyre többen maradtak ki és alkottak külön rendszert. Ez elsősorban a közmunkák finanszírozását érintette, az igénybevehető közmunkások száma azért is csökkent, mert kevesebb lett a királyi magtárak bevétele, ugyanakkor a kiváltságolt papi földek parasztjait már nem lehetett királyi közmunkára kötelezni. Ezzel megszűnt az a hatalmas munkaerő kapacitás, amely a nagy piramisok építését lehetővé tette.

#### Gazdaság
A közmunka nagy valószínűséggel ebben a korban érte el lehetőségeinek határát. Egyiptomban az áradás 100 napja alatt lehetetlen a földműveléssel foglalkozni, mivel minden termőföld víz alá került. Ebben a 100 napban az uralkodó a saját birtokán élő parasztokat – tehát elvileg minden egyes földművest, hiszen magántulajdonú földbirtok nem létezett – olyan munkákra fogta, amelyek az állam számára fontosak voltak. Csatorna- és gátépítést, az utak karbantartását és más hasznos munkákat végeztek ilyenkor, amely munka fejében az állam ellátta élelmiszerrel a munkásokat. A sok munkáskézből néhány ezernyi piramisokat épített, számukra mindegy volt, milyen munkáért kapják az ellátást. Az idénymunkások mellett már ekkor megjelentek a szakmunkások, akik egész évben fizetésért dolgoztak. A fizetés terményben történt, szintén az uralkodói magtárakból.
A közmunkák szervezéséhez és a termény újraelosztó rendszerének fenntartásához felkészült hivatalnokrétegre volt szükség. Komoly matematikai apparátussal rendelkeztek mennyiségek és területek számítására. Minden áradás után újra kellett mérni és kijelölni a földeket, ezt pedig az első ismert földmérők végezték el. A magántulajdon gyakorlatilag eltűnt, míg a III. dinasztia tisztviselői még emlegették „igazság szerinti vagyonukat”, a IV. dinasztiára már csak a „beosztás szerinti vagyon” jellemző.
Sepszeszkaf azonban példátlan dolgot tett: kiváltságlevelet adott a Menkauré-sírkerület papjainak, amivel felmentette Ozirisz-Menkauré isten papjait és alárendeltjeit a közmunkák alól, s mentességet kaptak a beszolgáltatások, vagyis adók alól is. Ez olyan precedens volt, mely alapjaiban rengette meg az istenkirályság ideológiáját, az uralkodó kizárólagos, személyes hatalmát a túlvilági és evilági dolgok felett. Elképzelhető, hogy a silány halotti templomot kívánta ily módon kompenzálni, illetve lehetőséget adni az ottani papságnak a tempplom bővítésére, díszítésére. Ezt a kiváltságolást viszont több más is követte, vélhetően egyetlen papi testület sem kívánt a többitől elmaradni: ennek eredményeképp a piramisvárosok és templomkerületek sokasága vált adót nem fizető, közmunkát nem végző területté. Ám ez a kiváltságolás egy olyan lappangó folyamat kicsúcsosodása, melynek egyáltalán nem Sepszeszkaf volt az elindítója, sőt bizonnyal kijelenthető, hogy nem önszántából vált tevőleges részesévé, hanem az atyja udvarában kialakult helyzet kényszerítette rá.
A Sepszeszkaf előtti időkből egyetlen homályos utalás ismert arra, hogy hasonló kiváltságolás történt volna, ám ez az adat a ptolemaioszi korból való, és egy Dzsószerhez kapcsolódó legenda része, mely szerint az uralkodó Hnum templomát és papjait részesítette volna kiváltságokban, miután a Kosisten álmában meglátogatta és megígérte neki a „hét szűk esztendő” végét. E legenda azonban valószínűleg a korban keringő néhány vándormotívum egyesítése Dzsószer személye körül, és mivel a III. dinasztia viszonyait egyáltalán nem ismerték, természetesen feltételezték, hogy Hnum álombeli látogatását templomának és papságának kiváltságolása kellett kövesse.

#### Jellemző folyamatok
A IV. dinasztia belpolitikai eseményei – már amennyire egyáltalán az megítélhető – valamiféle hanyatlást mutatnak mind az államapparátust, mind a belső stabilitást tekintve. A korszak uralkodói szemmel láthatóan egyre kevesebb befolyással bírtak az ország ügyeire, a kormányzat feladatai egyre inkább az uralkodócsalád egyéb tagjainak kezében összpontosultak.
Hufu Sznofru és főfelesége, Hotepheresz fia volt. Őt pedig fia, Kawab, Merititesz fia követte volna normális esetben. De már itt megtörik a IV. dinasztia normalitása, a trónörökös még Hufu életében meghalt, végül egy másik fia a sok közül, Dzsedefré ült trónra. Állama semmivel sem volt rosszabb helyzetben, mint apjáé. Szemléletesen mutatja ezt, hogy apjáéhoz hasonló nagyságrendű síremléket kezdett el építeni – nagyobbat, mint Hufu első terve volt. Azonban Dzsedefré mintegy nyolcévnyi uralkodás után meghalt, és sírja sosem készült el. Utódja Hufu következő fia, öccse, Hafré lett, nem tudni miért, hiszen Dzsedefrének is voltak gyermekei. Azt ma már lehetetlen megállapítani, hogy az új uralkodó keze benne volt-e bátyja elhunytában. Nem elképzelhetetlen ez sem, főképp a dinasztia további sorsának ismeretében. Mindenesetre Hafré uralkodási ideje szilárdnak tűnik.
E bizonytalan helyzetben kezdődött el egy másik változás, amely a IV. dinasztia uralkodói neveiben is tükröződik: a királyistenítés intenzitása némiképp lanyhul. Dzsószer óta az uralkodó maga az élő Isten, a Nap. Dzsedefré valamilyen okból kifolyólag újfajta címet vett fel: a „Nap fia”). Dzsedefré tehát már csak a fia a Napistennek, nem maga Ré. Talán úgy kezdte meg uralkodását, hogy nem tudott kilépni apja árnyékából, talán éppen az aktuális belpolitikai helyzet kényszerítette arra, hogy a Hufuhoz fűződő rokoni kapcsolatát uralkodói titulatúrájában is kifejezze. Ez utóbbi esetén felmerül az erőszakos trónváltások képe, amikor az új uralkodó isteni legitimitást nemigen kaphatott, legfeljebb a korábbi istenkirályok leszármazottjaként.  Ezzel azonban hagyományt teremtett, Egyiptom teljes fennállása alatt az összes utána trónoló király már csak fia volt a Napnak, istenné halála után vált, amikor Ré bárkájába szállt, vagy azonosult Ozirisszel.
Hafré felesége, Mereszanh Thot papnője volt, s mint ilyen, az első ismert papnő. A nők Egyiptomban általánosan ugyanolyan jogokat élveztek, mint a férfiak. Fiaik majd csak az V. dinasztia alatt játszottak valamiféle kiegyenlítő szerepet a hatalmi harcokban, hiszen Hafrét sem saját gyermekei valamelyike, hanem Hufu fia Dzsedefhór követte, majd annak öccse Baufré váltott fel, bár köztük talán még egy Baka nevű testvérük is trónolt. A IV. dinasztia idejének közepét a királyi házon belüli viszályok koraként tarthatjuk számon. Hufu fiai közül legalább hárman megpróbálkoztak az országlással. Feltehető olyan verzió is, hogy Hufu felosztotta fiai közt a birodalmát, így Hafré egyidőben került trónra többi fivérével, csak épp túlélte őket, és egyesítette a birodalmat.
A nyílt belviszálynak viszont semmi egyéb jele nincs. Sem az írott források, sem a régészeti leletek nem beszélnek olyan dolgokról, amit testvérharcnak, belviszálynak, lázadásnak vagy palotaforradalomnak értékelhetnénk. Hafré síremléke és a kor többi építészeti, régészeti emléke ennek épp az ellenkezőjéről, stabil, kiegyensúlyozott, jól működő államapparátust feltételeznek.
A zavaros időszaknak Menkauré trónra kerülése vetett véget, amely a trónviszályok időleges lezárása lett. Azonban uralkodása egész ideje alatt nem érezte biztosnak hatalmát és életét. Eredetileg igen kicsiny síremléket tervezett magának, amely néhány szatellit-piramis méreteit sem éri el. Később, amikor épületének már csak burkolata hiányzott, szilárdabbá válhatott státusza, piramisának méreteit csaknem kétszeresére bővítette. Menkauré azonban meghalt, mielőtt megnagyobbított piramisa és piramiskörzete elkészült volna. A pompásra tervezett halotti templomot fia, Sepszeszkaf fejezte be számára agyagtéglából. Ezt egy Sepszeszkaf korából fennmaradt felirat bizonyítja: „Felső- és Alsó-Egyiptom királya, Sepszeszkaf, atyja, Felső- és Alsó-Egyiptom királya, Uszire Menkauré számára”. Megjegyzendő, hogy az addigi történelemben összesen a második olyan uralkodó, aki elhalt elődjének sírhelyét egyáltalán befejezte.
Menkauré alatt már sok-sok jele látszik a teokratikus monarchia fellazulásnak, melyet általában kizárólag Sepszeszkaf nevéhez fűz a szakirodalom. "Megnyittatta a szent helyeket" – ami nem más, mint a papság felé tett engedmények álcázott megfogalmazása. Talán nem bezárt kultuszhelyeket nyitott meg, hanem teljesen újakat alapított. A halottkultuszt végző papok és a Ré-papság vagyoni gyarapodása és politikai befolyásának növekedése Menkauré idejére datálható. Ugyaninnen datálhatók az első említések az elhalt istenkirályok halottkultuszainak gyakorlásáról, vagyis nemcsak alapított templomokat, hanem annak papságát meglehetősen nagy mértékű adományokkal látta el. A legkirívóbb példák ezen a téren a fővárosi előkelőség temetkezésében láthatók. Hufu szigorú despotizmusának idején egyetlen tisztviselő sem építhetett a többitől eltérő sírt. Mindenkinek uniformizált és a lehető legpuritánabb belső berendezésű nyughely járt. Ugyanakkor viszont ezen sírok esetében valószínűleg a királyi vagyonból fedezték az építkezés költségeit, már csak azért is, mert egyrészt más vagyon nem igazán volt, másrészt viszont az uralkodó hű embereit így maga mellett tudhatta a sírban is. A III. dinasztia idején megfigyelhető fejlődés a masztabás temetkezés szokásaiban és művészi motívumaiban majdnem teljesen megszakadt, csak a királyi család néhány tagjánál látható, mint például Kawab vagy Hemiunu masztabájánál. Menkauré alatt viszont az előkelőség egyre bátrabban tért vissza a Hufu előtti példákhoz, az uralkodó szemmel láthatóan már egyáltalán nem szólt bele tisztviselőinek temetkezésébe. A fővárosi arisztokrácia előretörése már ekkor megkezdődött, először csak kicsiny engedményekkel, melyek azonban feltétlenül lazították az uralkodó mindenhatóságának eszméjét.
Sepszeszkaf nem újított a hagyományokon, de nem is követte azokat, egyszerűen szakított velük. Hufu óta nem volt példa arra, hogy az uralkodó nevébe ne vette volna fel Ré nevét, mint ahogyan ő. Talán nem volt Ré híve – talán egyetlen más istennek sem -, mindenesetre az akkor már sziklaszilárd konvencióvá merevedett, napszimbolikával kapcsolatba hozott piramisformát is elvetette: nagy sírja konstrukciójában piramishoz hasonlít, külsejében azonban inkább masztabához, de sem egyik, sem másik. Az okokat lehet találgatni, de vallási éle mindenképp volt a dolognak, hiszen épp a Ré-papság államcsínye fosztotta meg a hatalomtól. Az események menetéről nincs adat.
Sepszeszkaf talán nem is önként tette meg a sorsdöntő lépést, a kiváltságolást. A papság léte már önmagában aláásta az épphogy létrejött szakrális despotizmus vallási alapjait. A papok közreműködése a halottkultusz gyakorlásában nyilván egyre fontosabb, hovatovább nélkülözhetetlen lett. A halottkultuszba beépült, hogy a túlvilági lét legmagasabb rendű formája csak úgy érhető el, ha a mindennapos szertartások maradéktalanul elvégeztettek. E feladatot már csak egy erre szakosodott réteg láthatta el, melynek emellett nem lehetett más elfoglaltsága. Egyben a papság számára ideológiai fegyverré vált az a tény, hogy ily módon az uralkodó másvilági létének uraivá váltak. Kizárólag így érthető meg, hogy az a király, mely a vallás dolgában semmilyen téren nem mutat érdeklődést, egyszer csak engedményeket tesz a papságnak. Még az is feltehető, hogy az ifjú Sepszeszkaf még atyja udvarában tapasztalta a valamilyen formában szerveződő papság agresszív hajlamait, s ennek hatására fordult el a vallás minden megnyilvánulási formájától (párhuzam Ehnatonnal?).
A IV. dinasztia majdnem minden tekintetben a hanyatlás képét mutatja, mint a politikai struktúra, gazdasági potenciál, uralkodói hatalom és tekintély, stb. A kevés kivételek egyike a képzőművészetek nagyarányú fejlődése, mely a mind nagyobb számú magánmegrendelések folytán már az uralkodói síron kívül is megjelent. Ennek egyenes következménye lett a VI. dinasztia korában bekövetkező nagy váltás, amikor bármely magánszemély – amennyiben meg tudta fizetni – megrendelhetett saját sírjába  szánt képzőművészeti alkotásokat.